# Sarah Poewe
Sarah Poewe (Ciudad del Cabo, Sudáfrica, 3 de marzo de 1983) es una nadadora alemana de origen sudafricano especializada en pruebas de corta distancia, donde consiguió ser medallista de bronce olímpica en 2004 en los 4 x 100 metros estilos.

## Carrera deportiva
En los Juegos Olímpicos de Atenas 2004 ganó la medalla de bronce en los relevos de 4 x 100 metros estilos, con un tiempo de 4:00.72 segundos que fue récord de Europa, tras Australia (oro) y Estados Unidos (plata).